# Ошакати
Ошакати (англ. Oshakati) — город в Намибии, административный центр области Ошана.

## Географическое положение
Город расположен недалеко от государственной границы с Анголой. Высота центра НП составляет 1074 метров над уровнем моря.

## Транспорт
В Ошакати имеется аэропорт.

## Демография
Население города по годам:
| 1981  | 1991   | 2001   | 2010   |
| ----- | ------ | ------ | ------ |
| 3 700 | 21 603 | 28 255 | 39 679 |